# هيكات
هيكاتي (بالإنجليزية: Hecate أو Hekate – باليونانية القديمة: Ἑκάτη) هي إلهة في الميثولوجيا والديانة الإغريقية القديمة، عادةً ما تُظهر ممسكة بمشعلين أو مفتاح، وصُورت في الحقب الأحدث بشكل ثلاثي. ترتبط بتقاطعات الطرق والمداخل والضوء والسحر والشعوذة والدراية بالأعشاب والنباتات السامة والأشباح والنكرومانسية. تظهر في ترنيمة هوميروس لديميتر وكذلك في قصيدة ثيوغونيا التي كتبها هسيود، حيث تُرسخ صورتها كإلهة عظيمة. مكان أتباعها الأصلي غير محدد بدقة، لكن يُعتقد أنها حظيت بانتشار شعبي كبير في تراقيا.
كانت هيكاتي واحدة من الآلهة الرئيسية التي عُبدت في المنازل الأثينية بصفتها إلهة حامية تمنح الرخاء والنعم اليومية للعائلة. في كتابات ما بعد المسيحية التي تُنسب إلى كهنة المعابد الكلدان (القرنين الثاني والثالث بعد الميلاد)، صُورت تملك شيئًا من زمام الحكم على الأرض والبحر والسماء، إضافة إلى دور أكثر انتشارًا عالميًا كمنقذة (سوتيرا)، أم الملائكة وروح العالم الكونية. وفيما يتعلق بطبيعة عبادتها، فقد سُجل أنها «تنتمي إلى حواف عقيدة تعدد الآلهة الإغريقية أكثر مما هو إلى مركزها. وهي متناقضة ومتعددة الأشكال بطبيعتها، ولذلك كانت تعاريفها ومميزاتها ملتبسة».

## الاسم والنشأة
أصل اسم هيكاتي غير معروف. يقترح البعض أنه مشتق من جذر يوناني ἑκών «الإرادة» (وعليه، «صاحبة الإرادة النافذة» أو ما شابه)، أو من Ἑκατός «هيكاتوس»، لقب من ألقاب أبولو المغمورة يترجَم إلى «الذي يبلغ البعيد» أو «الذي تبلغ سهامه البعيد»، وبذلك تكون الصيغة المؤنثة «التي تعمل من بعيد» أو «التي تدحر».
وقد رفض ر. س. ب. بيكس احتمال الأصل اليوناني للاسم واقترح أن يكون من أصل قبل يوناني. وربما يتمثل أحد الاحتمالات الواردة لأصل الاسم الأجنبي في «حقت»، وهو اسم إلهة مصرية للخصوبة والولادة.
في اللغة الإنجليزية الحديثة المبكرة، كان الاسم يُلفظ أيضًا على مقطعين «هيكيت» وأحيانًا يُهجأ «هيكات». وقد ظل ساريًا أن يُلفظ اسمها على مقطعين، حتى حين يُهجأ بإضافة e إلى نهايته، لقسم كبير من القرن التاسع عشر.
تعود التهجئة على شكل «هيكات» إلى الترجمة التي وضعها آرثر غولدينغ عام 1567 لكتاب التحولات لأوفيد، وترد هذه التهجئة الخالية من حرف e في نهايتها ضمن مسرحيات من العصر الإليزابيثي-اليعقوبي. ويعزو قاموس ويبستر الصادر عام 1866 سبب لفظ المقطعين السائد آنذاك للاسم إلى تأثير شكسبير على وجه التحديد.
ومن المحتمل أن يكون اسم هيكاتي قد نشأ بين الكاريين في الأناضول، المنطقة التي وُثقت فيها معظم الأسماء الثيوفورية المقتبسة من هيكاتي، مثل هكتيوس أو هيكاتومنوس، والد موسولوس، وحيث ظلت هيكاتي إلهة عظيمة إلى ما بعد بدء التاريخ القديم، ضمن موقع عبادتها التي لا منافس لها في لاجينا. ورغم ميل الكثير من الباحثين إلى الفكرة التي تقول بأصولها الأناضولية، كان ثمة إصرار من قبل البعض على أن «هيكاتي كانت إلهة إغريقية دون شك». وأنصاب هيكاتي في فريجيا وكاريا كثيرة لكنها ترجع إلى تاريخ متأخر.
يقول ويليام بيرغ: «بما أنه لا يُسمى الأطفال بأسماء أشباح، من الآمن افتراض أن الأسماء الثيوفورية الكارية -ومن ضمنها هيكات- تشير إلى إلهة رئيسية متحررة من الروابط المظلمة البغيضة بالعالم السفلي والشعوذة المرتبطة بهيكاتي الأثينية الكلاسيكية». وعلى وجه التحديد، ثمة بعض الأدلة التي تشير إلى احتمال كونها مشتقة من آلهة الشمس المحلية (انظر أيضًا: أرينا)، بناء على خصائص مشابهة.
إن كانت عبادة هيكاتي قد امتدت من الأناضول إلى اليونان، فمن المحتمل أن ذلك سبب نزاعًا، إذ كان دورها مشغولًا أساسًا من قبل آلهة أخرى أكثر بروزًا في مجموعة الآلهة الإغريقية، تتصدرهم أرتميس وسيليني. ويخرج الخط المنطقي عن حدود الفرضية واسعة القبول التي تقول إنها كانت إلهة أجنبية دُمجت في مجموعة الآلهة الإغريقية. فيما عدا قصيدة ثيوغونيا، لا تقدم المصادر الإغريقية قصة متسقة عن نسبها، أو عن علاقاتها بمجموعة الآلهة الإغريقية: أحيانًا يُروى عن هيكاتي بوصفها من جبابرة التيتان، معاونة ومدافعة عظيمة عن البشر.

## العبادة
كانت أضرحة هيكاتي تقام عند مداخل المنازل والمدن اعتقادًا بقدرتها على الحماية من الموتى المضطربين والأرواح الأخرى. وبالطريقة نفسها، أقيمت أضرحة هيكاتي عند تقاطعات الطرق الثلاثية حيث تُترك القرابين عندما يكون القمر في المحاق طلبًا للحماية من الأرواح والشرور الأخرى.
كانت الكلاب مقدسة ومرتبطة بهيكاتي، على صلة بالطرق والمساحات المنزلية والتطهير وأرواح الموتى. وكذلك كان يُضحى بالكلاب للطريق. يمكن مقارنة هذا بتقرير باوسانياس الذي ورد فيه أنه في مدينة كولوفون الإيونية في آسيا الصغرى كانت تُقدم أضاحٍ من جراء إناث سوداء إلى هيكاتي بوصفها «إلهة جانب الطريق»، والمشاهدة التي دوّنها فلوطرخس بأن الكلاب في بيوتيا كانت تقتل ضمن طقوس تطهيرية. كانت الكلاب -والجراء كما ذُكر كثيرًا- تُقدَّم إلى هيكاتي عند تقاطعات الطرق، التي كانت هي الأخرى مقدسة ومرتبطة بها.

### الأماكن المقدسة
كانت هيكاتي إلهة ذات شعبية، ومورست عبادتها بالكثير من التنويعات المحلية التي أُدخلت عليها في أنحاء اليونان والأناضول الغربية. غير أنها لم تملك الكثير من الأماكن المقدسة أو المعابد المعروفة المكرسة لها فيما عدا معبدها الأكثر شهرة في لاجينا. أقدم الأدلة المباشرة المعروفة على عبادة هيكاتي جاء من سيلينوس (قرب طرابنش في صقلية حاليًا)، حيث كان لها معبد في القرنين السادس والخامس قبل الميلاد.
كان ثمة معبد لهيكاتي في أرغوليذا: «مقابل حرم آيليثيا المقدس ثمة معبد لهيكاتي (غالبًا ما يُخلط بين هذه الإلهة وإيفيجينيا المؤلَّهة)، والتّمثال من عمل سكوباس. إنه من الحجر، بينما التمثالان البرونزيان المقابلان، وهما كذلك لهيكاتي، فهما على الترتيب من عمل بوليكليتوس وأخيه نوكيديس». وكذلك كان هنالك ضريح لهيكاتي في أجانيطس، حيث كانت تحظى بشعبية كبيرة:
«من بين الآلهة، هيكاتي هي أكثر من يعبده سكان
أجانيطس، ويحتفلون على شرفها كل عام بطقوس باطنية يقولون إن أورفيوس التراقي هو من اشترعها بينهم. داخل السياج ثمة معبد؛ تمثاله الخشبي من أعمال مايرون، وله وجه واحد وجسد واحد. وبزعمي، فقد كان ألكامن هو أول من صنع ثلاثة تماثيل لهيكاتي متصلة ببعضها (في أثينا)».
وعدا عن معابدها الخاصة، كانت هيكاتي تُعبد أيضًا في أماكن مقدسة تخص آلهة أخرى، حيث يبدو أنها كانت تُمنح مساحتها الخاصة في بعض الأحيان. كان ثمة مساحة مكرسة لهيكاتي ضمن حدود هيكل أرتميس في إفسوس، حيث كان الكهنة يتولون مهامهم، وكانت هذه المساحة تسمى «ضريح هيكاتي». كما عُبدت هيكاتي ضمن معبد أثينا في تيتاني: «في تيتاني ثمة مكان أيضًا مقدس لأثينا، يرفعون داخله تمثال كورونيس (أم أسقليبيوس)... والمعبد مبني فوق تلة، عند نهاية سفحها ثمة مذبح رياح، وعليه يقدم الكاهن القرابين للرياح في ليلة محددة من كل عام. وكذلك يؤدي طقوسًا سرية أخرى (لهيكاتي) عند أربع حفر، ليروض عنف هبّات (الرياح)، ويقال إنه يردد أيضًا تعاويذ ميديا». وقد كانت عبادتها شائعة أكثر شيوعها في الطبيعة، حيث كان لها العديد من الأماكن المقدسة الطبيعية. وأحد الأماكن المقدسة الهامة لهيكاتي كان كهفًا مقدسًا في جزيرة سمدرك يسمى زيرينثوس:
«في سمدرك كان ثمة بعض طقوس الانضمام، التي اعتقدوا بفاعليتها كتعويذة لدرء بعض الأخطار. وفي ذلك المكان كان ثمة أيضًا ألغاز الكوريبانتس (الكئفوري) وألغاز هيكاتي والكهف الزيرينثي، حيث كانت تُقدم أضاحٍ من الكلاب. وكان المنتسبون الجدد يعتقدون أن هذه الأشياء تقيهم من الفظاعات ومن العواصف».

### التوكيلات

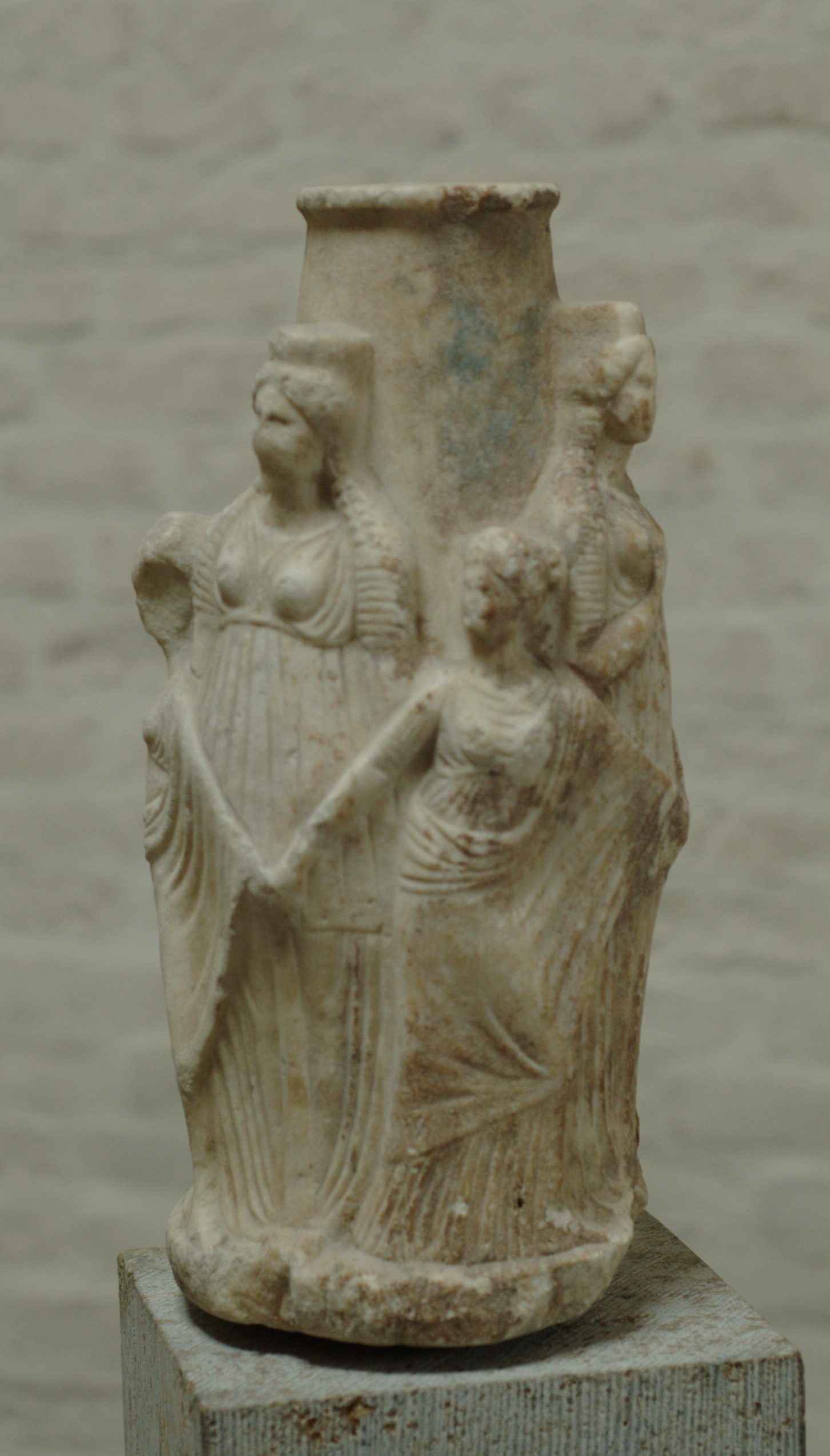
ثلاثي هيكات وشاريتس العلية، القرن الثالث قبل الميلاد (غليبوثيك، ميونيخ)

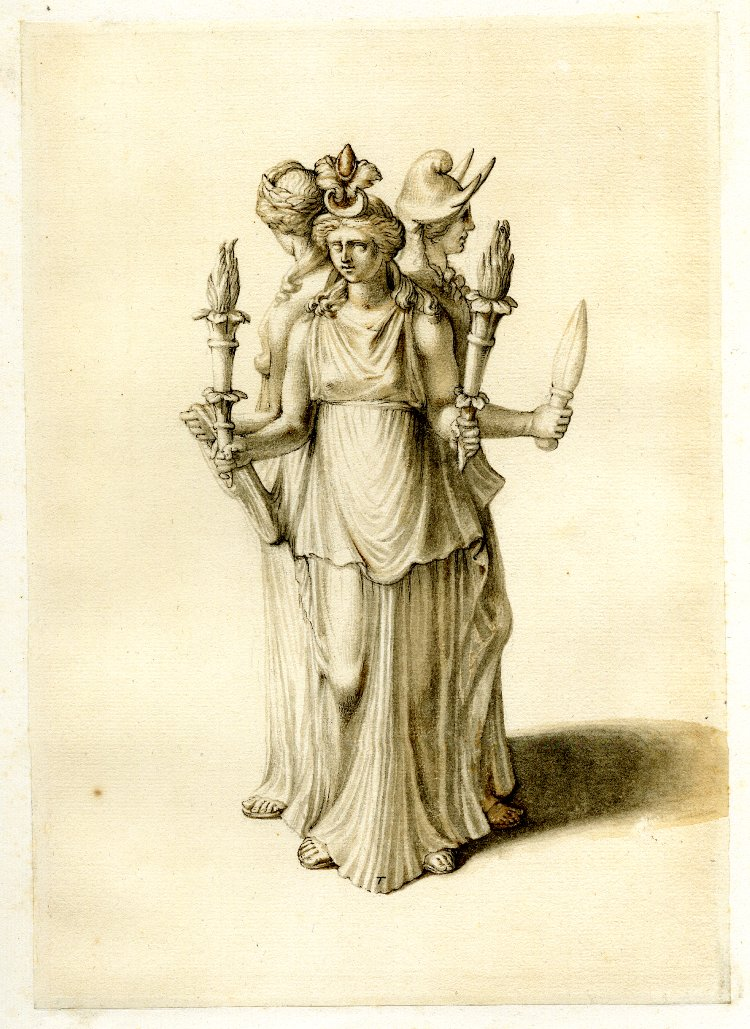
تمثال صغير لثلاثي هيكات. القلم والحبر وغسل بني فاتح ورمادي.

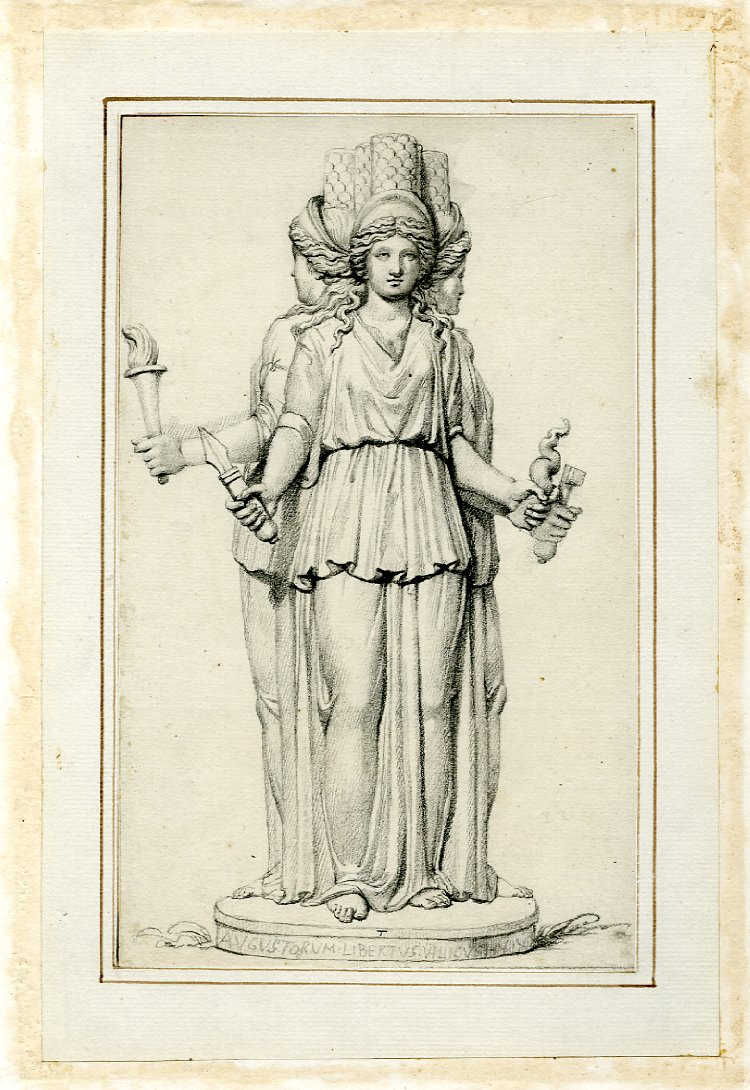
هيكات ثلاثية